# Christina Liebherr
Christina Liebherr, född den 16 mars 1979 i Stuttgart i Tyskland, är en schweizisk ryttare.
Hon tog OS-brons i lagtävlingen i hoppning i samband med de olympiska ridsporttävlingarna 2008 i Peking.